# André Weßels
André Weßels (Recklinghausen, 1981. október 21. –) világbajnok, olimpiai és Európa-bajnoki bronzérmes német tőrvívó.